# Sasaram
Sasaram là một thành phố và khu đô thị của quận Rohtas thuộc bang Bihar, Ấn Độ.

## Địa lý
Sasaram có vị trí 24°57′B 84°02′Đ / 24,95°B 84,03°Đ Nó có độ cao trung bình là 101 mét (331 feet).

## Nhân khẩu
Theo điều tra dân số năm 2001 của Ấn Độ, Sasaram có dân số 131.042 người. Phái nam chiếm 53% tổng số dân và phái nữ chiếm 47%. Sasaram có tỷ lệ 65% biết đọc biết viết, cao hơn tỷ lệ trung bình toàn quốc là 59,5%: tỷ lệ cho phái nam là 72%, và tỷ lệ cho phái nữ là 58%. Tại Sasaram, 16% dân số nhỏ hơn 6 tuổi.